# Centruroides edwardsii
Centruroides edwardsii is een schorpioenensoort uit de familie Buthidae die voorkomt in Midden-Amerika. Centruroides edwardsii is 6 tot 11 cm groot.
Centruroides edwardsii werd voorheen tot C. margaritatus gerekend, een soort die volgens de huidige inzichten alleen in het noordwesten van Zuid-Amerika voorkomt.
Het verspreidingsgebied van Centruroides edwardsii loopt van zuidelijk Mexico tot aan Colombia. In Panama ontbreekt de soort. Centruroides edwardsii komt voor droge en semivochtige gebieden en cultuurgebied, inclusief nederzettingen, van zeeniveau tot 1420 meter hoogte.
Centruroides edwardsii voedt zich met insecten, zoals kakkerlakken, en is nachtactief. Deze schorpioen houdt zich ook vaak op in huizen en andere gebouwen op zoek naar schuilplaatsen en voedsel.